# رون فرنسيس (لاعب هوكي الجليد)
رون فرنسيس هو لاعب هوكي الجليد كندي، ولد في 1 مارس 1963 في سو ساينت ماري في كندا.

## وصلات خارجية
- رون فرنسيس على موقع دوري الهوكي الوطني (الإنجليزية)
- رون فرنسيس على موقع قاعة مشاهير الهوكي (لاعب أن.إتش.أل) (الإنجليزية)
- رون فرنسيس على موقع EliteProspects.com (الإنجليزية)
- رون فرنسيس على موقع Eurohockey.com (الإنجليزية)
- رون فرنسيس على موقع HockeyDB.com (الإنجليزية)
- رون فرنسيس على موقع Hockey-Reference.com (الإنجليزية)
- رون فرنسيس على موقع قاعة كارولاينا الشمالية للمشاهير الرياضية (الإنجليزية)
- رون فرنسيس على موقع الموسوعة البريطانية (الإنجليزية)